# زبان عملی
در علوم رایانه، زبان عملی زبان برای مشخص کردن سیستم‌های انتقال حالت است و معمولاً برای ایجاد مدل‌های رسمی از اثرات اعمال بر روی جهان استفاده می‌شود. زبان‌های عملی معمولاً در حوزه هوش مصنوعی و رباتیک استفاده می‌شوند، جایی که آن‌ها توصیف می‌کنند چگونه اعمال بر وضعیت سیستم‌ها در طول زمان تأثیر می‌گذارد و می‌تواند برای برنامه‌ریزی خودکار استفاده شود. زبان‌های عملی به دو دسته تقسیم می‌شوند: زبان توصیف عمل و زبان‌های درخواست عمل. نمونه‌هایی از اولی عبارتند از STRIPS, PDDL، زبان A (تعمیم STRIPS؛ بخش گزاره ای ADN Pednault)، زبان B (گسترش A، اضافه کردن اثرات غیر مستقیم، تشخیص قوانین استاتیک و پویا) و زبان C (که اثرات غیرمستقیم را اضافه می‌کند همچنین، و فرض نمی‌کند که هر روانی به‌طور خودکار) باشد. همچنین زبان‌های پرس و جو دو P, Q و R نیز وجود دارد. چندین الگوریتم مختلف برای تبدیل زبان‌های عملی (و به‌طور خاص، زبان عمل C)برای پاسخ دادن به برنامه‌های تنظیم وجود دارند. از آنجاییکه حل کننده‌های پاسخ دهنده مدرن از الگوریتم‌های SAT بولین برای مشخص کردن رضایت به سرعت استفاده می‌کنند، این نشان می‌دهد که زبان‌های عملی می‌توانند از پیشرفت در حوزه حل SAT لذت ببرند.

## تعریف رسمی
تمام زبان‌های عمل، تعریف یک سیستم انتقال حالت را با مجموعه ای از F تعریف می‌کنند، یک مجموعه V از مقادیری که ممکن است حالت سلیسی را بگیرد، و یک تابع نقشه‌برداری S × F به V، که S مجموعه ای از حالت‌های یک سیستم تغییر حالت است.